# Meitantei Conan: Tokei Jikake no Matenrō
Meitantei Conan: Tokei Jikake no Matenrō (名探偵コナン 時計じかけの摩天楼?), en España: Detective Conan: Peligro en el rascacielos y en Hispanoamérica: Detective Conan: El rascacielos del tiempo, es el título del primer largometraje de la serie de anime y manga Detective Conan. [cita requerida]
Ha sido estrenado en Japón el 19 de abril de 1997, el 22 de octubre de 2010 en España por Cartoon Network y el 25 de noviembre del 2010 en Hispanoamérica por Cityfamily. [cita requerida]

## Personajes
A continuación se muestra una lista de los personajes que aparecen sólo en la película:
- Teiji Moriya: Arquitecto obsesionado con la simetría. Considera sus primeras obras imperfectas.

- Mina Kurokawa: Esposa de Taizo Kurokawa. Kogoro la acusó como asesina de su marido, pero después Conan demostró la verdad durmiendo al detective.

- Daisuke Kurokawa: Físico. Hijo de Taizo Kurokawa y sospechoso, en un principio, de la muerte del mismo.

- Manami Nakazawa: Trabajaba para Taizo Kurokawa, pero terminó asesinándole minuciosamente.

- Alcalde Okamoto: Alcalde de Nishitama, culpable de la muerte de una joven en un accidente de tráfico. Shinichi fue quien había resuelto el caso. El alcalde Okamoto perdió su cargo por este suceso, aunque su hijo intentó llevarse la responsabilidad del atropello.

- Koêi Okamoto: Hijo del alcalde Okamoto, fue acusado del caso de Nishitama que Shinichi Kudo esclareció.

- Director Sakaguchi: Director de la línea de tren Tohto y jefe de operaciones. Tiene 52 años.

- Kusonoki: Jefe del departamento de control de la línea de tren de Tohto, y jefe de mando. Tiene 45 años.

## Música
El ending de la película es “Happy Birthday” (Feliz cumpleaños) de la cantante Kyoko.
Katsuo Ono compuso 17 nuevos temas para la película que serán utilizados a partir del episodio 61 en la serie. [cita requerida]
En España se emitió el ending en su versión original. Sin embargo en Hispanoamérica, se escuchó una versión en karaoke del tema original, ya que TMS Entertainment ordenó que si la canción no se doblaba se tendría que emitir una versión instrumental de la misma. [cita requerida]

## Seiyu / Voces
| Personaje           | Voz Japonesa      | Voz Latina          | Voz Española              |
| ------------------- | ----------------- | ------------------- | ------------------------- |
| Shinichi Kudo       | Kappei Yamaguchi  | Víctor Ugarte       | Juan Navarro              |
| Conan Edogawa       | Minami Takayama   | Víctor Ugarte       | Diana Torres              |
| Ran Mouri           | Wakana Yamazaki   | Mayra Arellano      | Carolina Tak              |
| Kogoro Mouri        | Akira Kamiya      | Víctor Covarrubias  | Ángel Amorós              |
| Profesor Agasa      | Kenichi Ogata     | Jaime Vega          | Salvador Serrano          |
| Inspector Megure    | Chafūrin          | Roberto Mendiola    | Francisco Andrés Valdivia |
| Detective Shiratori | Kaneto Shiozawa   | Jesús Barrero       | Miguel Ángel del Hoyo     |
| Genta Kojima        | Wataru Takagi     | Jesús Barrero       | José Carabias             |
| Ayumi Yoshida       | Yukiko Iwai       | Claudia Motta       | Marta Sáinz               |
| Mitsuhiko Tsubaraya | Ikue Ohtani       | Miguel Ángel Ruiz   | Gema Carballedo           |
| Teiji Moriya        | Taro Ishida       | Alfonso Ramírez     | Luís Mas                  |
| Sonoko Suzuki       | Naoko Matsui      | Sandra Pavón        | Mercedes Espinosa         |
| Mina Kurokawa       | Tomoko Miyadera   | ?                   | Mercedes Espinosa         |
| Alcalde Okamoto     | Jin Hirao         | Luis Daniel Ramírez | Alfredo Martínez          |
| Director Sakaguchi  | Yuzuru Fujimoto   | Alan Prieto         | Fernando Elegido          |
| Kusonoki            | Yuuji Fujishiro   | Eduardo Fonseca     | José María Carrero        |
| Kôei Okamoto        | Shuntaru Tanigawa | Saúl Alvar          | Luís Vicente Ivars        |
| Manami Nakazawa     | Kayoko Fujii      | ?                   | Gema Carballedo           |
| Daisuke Kurokawa    | Kazuhiro Yamaji   | ?                   | Fernando Elegido          |

## La película en el mundo
| #  | País           | Título                                     | Estreno                  |
| -- | -------------- | ------------------------------------------ | ------------------------ |
| 1  | España         | Detective Conan: Peligro en el rascacielos | 22 de octubre de 2010    |
| 2  | Corea del Sur  | 명탐정 코난 극장판: 시한장치의 마천루      | 13 de diciembre de 2006  |
| 3  | China          | 名偵探柯南-引爆摩天樓                      | 13 de diciembre de 2006  |
| 4  | Arabia Saudí   | المحقق كونان : ناطحة السحاب الموقوته       | 12 de diciembre de 2008  |
| 5  | Alemania       | Detektiv Conan: Der tickende Wolkenkratzer | 3 de septiembre de 2007  |
| 6  | Brasil         | Detetive Conan O Filme                     | 26 de julio de 2008      |
| 7  | México         | Detective Conan: El rascacielos del tiempo | 25 de noviembre de 2010  |
| 8  | Italia         | Detective Conan: Fino allá fine del tempo  | 24-28 de octubre de 2005 |
| 9  | Francia        | Détective Conan: Le gratte-ciel infernal   | 19 de septiembre de 2007 |
| 10 | Estados Unidos | Case Closed: The Time-Bombed Skycraper     | 3 de octubre de 2006     |
| 11 | Japón          | Meitantei Conan: Tokei Jikake no Matenrou  | 19 de abril de 1997      |
| 12 | Cataluña       | El detectiu Conan: El gratacel explosiu    | 17 de enero de 2010      |
| 13 | Galicia        | O detective Conan: Explosión no rañaceos   | 25 de diciembre de 2012  |
| 14 | Polonia        | Detektyw Conan: Architekt zniszczenia      | 26 de febrero de 2012    |
| 15 | Taiwán         | 名偵探柯南：引爆摩天樓                     | 4 de abril de 1998       |